# Belušić
Belušić (izvirno srbsko Белушић) je naselje v Srbiji, ki upravno spada pod Občino Rekovac; slednja pa je del Pomoravskega upravnega okraja.

## Demografija
V naselju, katerega izvirno (srbsko-cirilično) ime je Белушић, živi 785 polnoletnih prebivalcev, pri čemer je njihova povprečna starost 45,2 let (43,4 pri moških in 46,9 pri ženskah). Naselje ima 310 gospodinjstev, pri čemer je povprečno število članov na gospodinjstvo 3,01.
To naselje je, glede na rezultate popisa iz leta 2002, večinoma srbsko.
|  |

| Demografija | Demografija     | Demografija     |
| Leto        | Št. prebivalcev | Št. prebivalcev |
| ----------- | --------------- | --------------- |
|             |                 |                 |
|             |                 |                 |
|             |                 |                 |
|             |                 |                 |
| 1948        | 1317            |                 |
| 1953        | 1307            |                 |
| 1961        | 1344            |                 |
| 1971        | 1253            |                 |
| 1981        | 1188            |                 |
| 1991        | 1111            | 1071            |
| 2002        | 997             | 934             |
|             |                 |                 |

| Etnična sestava po popisu iz leta 2002 | Etnična sestava po popisu iz leta 2002 | Etnična sestava po popisu iz leta 2002 | Etnična sestava po popisu iz leta 2002 | Etnična sestava po popisu iz leta 2002 |
| -------------------------------------- | -------------------------------------- | -------------------------------------- | -------------------------------------- | -------------------------------------- |
| Srbi                                   | Srbi                                   |                                        | 926                                    | 99,14%                                 |
| Črnogorci                              | Črnogorci                              |                                        | 2                                      | 0,21%                                  |
| Makedonci                              | Makedonci                              |                                        | 2                                      | 0,21%                                  |
| Hrvati                                 | Hrvati                                 |                                        | 1                                      | 0,10%                                  |
| Muslimani                              | Muslimani                              |                                        | 1                                      | 0,10%                                  |
| Bolgari                                | Bolgari                                |                                        | 1                                      | 0,10%                                  |
| Neznano                                | Neznano                                |                                        | 1                                      | 0,10%                                  |